# Бюст дважды Героя Советского Союза К. К. Рокоссовского
Бюст дважды Героя Советского Союза К. К. Рокоссовского — памятник монументального искусства федерального значения в Великих Луках, объект культурного наследия России. Расположен на площади Рокоссовского перед фасадом здания Великолукского драматического театра.

## История
1 июня 1945 года Маршал Советского Союза К. К. Рокоссовский Указом Президиума Верховного Совета СССР был награждён второй Золотой Звездой Героя Советского Союза «за образцовое выполнение боевых заданий Верховного Главнокомандования по руководству операциями на фронте борьбы с немецкими захватчиками в районе Померании и Мекленбурга и достигнутые в результате этих операций успехи». Указом предусматривалось также сооружение бронзового бюста с изображением награждённого с установкой на постаменте на его родине.
Бронзовый бюст изготовлен в декабре 1947 года на Ленинградском заводе бронзового и чугунного литья «Монументскульптура», а высокий гранитный колоннообразный постамент на Мытищинском экспериментальном заводе художественного литья. Автор бюста — скульптор-монументалист З. И. Азгур, архитектор — Г. А. Захаров.
Один из крупнейших полководцев Второй мировой войны Маршал Советского Союза и маршал Польши Константин Рокоссовский родился в 1894 году в Варшаве, но в автобиографии местом своего рождения указал город Великие Луки, и когда возник вопрос о месте сооружения бюста, написал так: «Местом моего рождения является город Великие Луки. Хотя в этом городе я жил до 6-летнего возраста… бюст мой следовало бы установить там». Сооружение бюста в центре города перед колонным портиком центрального фасада драматического театра осуществлено 15 февраля 1951 года, и спустя восемь дней, 23 февраля, на Театральной площади состоялся торжественный митинг по этому случаю, приуроченный ко Дню Советской Армии и Военно-Морского Флота.
Памятник — характерный образец парадного скульптурного портрета 1950-х годов. Бюст чётких геометрических очертаний с чуть скошенными боковыми гранями и срезанными нижними углами представляет собой фронтальное изображение мужественного зрелого человека в парадном мундире маршала со всеми боевыми наградами на груди, обращённого лицом в сторону главной улицы города — проспекта Ленина.
Высота бюста — 0,8 м. Высота постамента из красного полированного гранита — 2 м. Постамент — усечённая срезанная колонна на сложно профилированной слегка расширяющейся к низу базе, установлен на прямоугольном трехступенчатом сужающемся кверху стилобате. В композицию памятника включено обрамление в виде цветника с двумя рядами парапета из полированных гранитных блоков. На постаменте под рельефными изображениями Ордена Ленина и двух медалей «Золотая Звезда» высечен текст Указа Президиума Верховного Совета СССР о награждении К. К. Рокоссовского второй медалью «Золотая Звезда» Героя Советского Союза.
Скульптура была внесена в перечень памятников культуры, утверждённый постановлением Совета Министров РСФСР от 30 августа 1960 года № 1327. А с 29 августа 1968 года Театральная площадь, на которой расположен памятник, носит имя К. К. Рокоссовского, почётного гражданина города Великие Луки.
Изображением памятника украшен один из бронзовых барельефов на великолукской стеле «Город воинской славы».